# 日內瓦花鐘

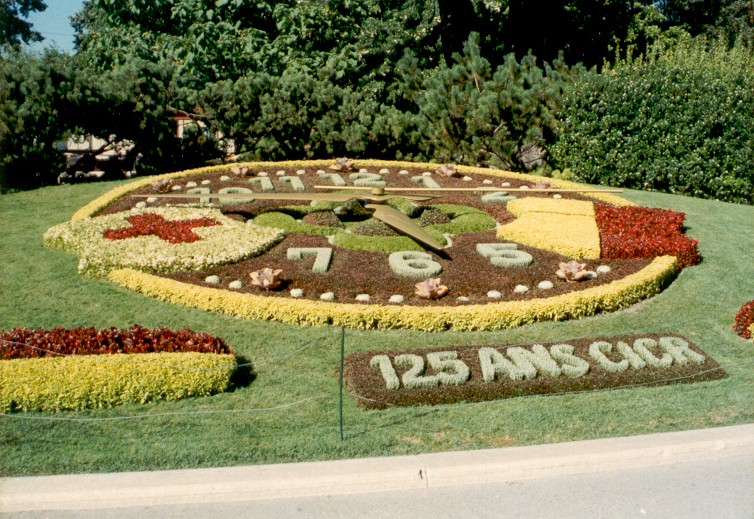
日内瓦花钟

日内瓦花钟（L'horloge fleurie）位于该市英国花园的西部边缘，制作于1955年，是该市的标志。它直径5米，曾经是世界最大的花钟，直到2005年伊朗德黑兰出现直径15米的花钟 
。
通常情况下，大约6500株鲜花和灌木用作花钟的装饰，不同季节会有变化。